# Ismaël Koné
Ismaël Kenneth Jordan Koné (sinh ngày 16 tháng 6 năm 2002) là một cầu thủ bóng đá chuyên nghiệp hiện đang thi đấu ở vị trí tiền vệ cho câu lạc bộ Ligue 1 Marseille. Sinh ra tại Bờ Biển Ngà, anh thi đấu cho đội tuyển bóng đá quốc gia Canada.

## Thống kê sự nghiệp

### Câu lạc bộ
Tính đến ngày 4 tháng 5 năm 2024
| Câu lạc bộ          | Mùa giải            | Giải đấu            | Giải đấu | Giải đấu | Cúp quốc gia | Cúp quốc gia | Châu lục | Châu lục | Khác | Khác | Tổng cộng | Tổng cộng |
| Câu lạc bộ          | Mùa giải            | Hạng đấu            | Trận     | Bàn      | Trận         | Bàn          | Trận     | Bàn      | Trận | Bàn  | Trận      | Bàn       |
| ------------------- | ------------------- | ------------------- | -------- | -------- | ------------ | ------------ | -------- | -------- | ---- | ---- | --------- | --------- |
| CF Montréal         | 2021                | Major League Soccer | 0        | 0        | —            | —            | —        | —        | —    | —    | 0         | 0         |
| CF Montréal         | 2022                | Major League Soccer | 26       | 2        | 1            | 0            | 3        | 1        | 2    | 1    | 32        | 4         |
| CF Montréal         | Tổng cộng           | Tổng cộng           | 26       | 2        | 1            | 0            | 3        | 1        | 2    | 1    | 32        | 4         |
| Watford             | 2022–23             | Championship        | 16       | 0        | 1            | 0            | —        | —        | —    | —    | 17        | 0         |
| Watford             | 2023–24             | Championship        | 42       | 4        | 3            | 0            | —        | —        | 1    | 0    | 46        | 4         |
| Watford             | Tổng cộng           | Tổng cộng           | 58       | 4        | 4            | 0            | 0        | 0        | 1    | 0    | 63        | 4         |
| Marseille           | 2024–25             | Ligue 1             | 0        | 0        | 0            | 0            | —        | —        | —    | —    | 0         | 0         |
| Tổng cộng sự nghiệp | Tổng cộng sự nghiệp | Tổng cộng sự nghiệp | 84       | 6        | 5            | 0            | 3        | 1        | 3    | 1    | 95        | 8         |

1. ↑  Bao gồm Canadian Championship, FA Cup, Coupe de France
2. ↑  Bao gồm CONCACAF Champions League
3. ↑  Bao gồm MLS Cup Playoffs, EFL Cup

### Quốc tế
Tính đến ngày 23 tháng 3 năm 2024
| Đội tuyển quốc gia | Năm       | Trận | Bàn |
| ------------------ | --------- | ---- | --- |
| Canada             | 2022      | 9    | 1   |
| Canada             | 2023      | 7    | 1   |
| Canada             | 2024      | 8    | 1   |
| Tổng cộng          | Tổng cộng | 24   | 3   |

Bàn thắng và kết quả của Canada được để trước.
| # | Ngày                 | Địa điểm                                               | Đối thủ | Bàn thắng | Kết quả     | Giải đấu                        |
| - | -------------------- | ------------------------------------------------------ | ------- | --------- | ----------- | ------------------------------- |
| 1 | 11 tháng 11 năm 2022 | Sân vận động Khalifa Sports City, Isa Town, Bahrain    | Bahrain | 1–0       | 2–2         | Giao hữu                        |
| 2 | 21 tháng 11 năm 2023 | BMO Field, Toronto, Canada                             | Jamaica | 2–2       | 2–3         | CONCACAF Nations League 2023–24 |
| 3 | 13 tháng 7 năm 2024  | Sân vận động Hard Rock, Miami Gardens, Florida, Hoa Kỳ | Uruguay | 1–1       | 2–2 (3–4 p) | Copa América 2024               |